# 日本テレビ制作月曜夜7時台枠のアニメ
日本テレビ制作月曜夜7時台枠のアニメ（にほんテレビせいさくげつようよるしちじだいわくのアニメ）は、日本テレビ系列で、毎週月曜19時00分 - 19時30分および19時30分 - 20時00分（JST）に放送された日本テレビ制作のアニメ作品の一覧。
ただし、前半枠のみこの枠は地域限定ネットワークセールス枠とされたため、一部の系列局・クロスネット局についてはローカルセールス枠または他系列のネットワークセールス枠に充て、同時ネットでも個別セールスによる完全スポンサードネット・一部スポンサードネット・番組販売扱いでローカルスポンサーを付けての放送と分かれたり、未放送となったり、遅れネットあるいは本放送終了後の集中放送で放送されたり、同地域内の他系列局での放送となった局も少なくない。

## 概要

### 前半
この時間帯で最初に放送されたアニメは1970年の『赤き血のイレブン』だが、当時は『ひみつのアッコちゃん』など、NETテレビ系列で放映されていた東映動画制作の魔法少女アニメ『東映魔女っ子シリーズ』が高視聴率を獲得しており、この枠ではなかなかアニメ番組が定着しなかった。
1975年からアニメ番組が定着、1977年開始の『ルパン三世 (TV第2シリーズ)』が常時20%以上の視聴率を稼ぐ人気番組となる。
だが、『ルパン三世』終了後は人気が低下、中でも『忍者マン一平』に至っては13回で打ち切られてしまい、1985年12月の『ダーティペア』を最後に、翌1986年1月からは読売テレビ制作枠に変更された。

### 後半
この時間帯は、読売テレビ制作の音楽番組（『アベック歌合戦』など）や、日本テレビ制作のロート製薬一社提供番組（『ほんものは誰だ!』など）などが放送されていたが、1986年10月開始の学園ドラマ『セーラー服反逆同盟』（各社扱いの30秒となるロート製薬を含む複数社提供）を半年放送した後、1987年4月開始の『きまぐれオレンジ☆ロード』からアニメ路線を開始した。
だが、『美味しんぼ』放送途中での枠移動（火曜19時台後半枠）を最後に、1989年10月からは前半枠と同様に読売テレビ制作枠に変更された。
なお、一社提供だった『ほんものは誰だ!』時代からこの放送枠を提供してきたロート製薬は、各社扱いの30秒となる提供も全作品で担当し、『美味しんぼ』移動後は、次番組の読売テレビ制作の『YAWARA!』の初期に当たる1990年3月までの半年間のみ提供を担当した。

## 放送作品リスト

### 前半枠
| タイトル                                                                | 放映期間                       | 話数 | 製作会社         | 原作                | 声の出演                                               | 備考                                         |
| ----------------------------------------------------------------------- | ------------------------------ | ---- | ---------------- | ------------------- | ------------------------------------------------------ | -------------------------------------------- |
| 赤き血のイレブン                                                        | 1970年4月13日 - 1971年4月5日   | 52   | 東京テレビ動画   | 梶原一騎 園田光慶   | 田中亮一、村越伊知郎、兼本新吾、森秋子、森功至         | 第40話より 「サッカー野郎 赤き血のイレブン」 |
| （この間、「めくらのお市」と「ちびっこ何でもやりまショー」を放送）      |                                |      |                  |                     |                                                        |                                              |
| 正義を愛する者 月光仮面                                                 | 1972年1月10日 - 10月2日        | 39   | 萬年社 ナック    | 川内康範            | 池水通洋、はせさん治、丸山裕子、沢田和子、納谷悟朗     |                                              |
| （この間、「ワイルド7」、「流星人間ゾーン」、「ぼくは叔父さん」を放送） |                                |      |                  |                     |                                                        |                                              |
| 柔道讃歌                                                                | 1974年4月1日 - 9月30日         | 27   | 東京ムービー     | 梶原一騎 貝塚ひろし | 森功至、沢田敏子、池水通洋、兼本新吾、阪脩             |                                              |
| （この間、「スーパーロボット マッハバロン」を放送）                     |                                |      |                  |                     |                                                        |                                              |
| ガンバの冒険                                                            | 1975年4月7日 - 9月29日         | 26   | 東京ムービー     | 斎藤惇夫            | 野沢雅子、水城蘭子、内海賢二、富山敬、堀絢子           |                                              |
| 元祖天才バカボン                                                        | 1975年10月6日 - 1977年9月26日  | 103  | 東京ムービー     | 赤塚不二夫          | 雨森雅司、山本圭子、増山江威子、貴家堂子、肝付兼太     |                                              |
| ルパン三世 （第2シリーズ）                                              | 1977年10月3日 - 1980年10月6日  | 155  | 東京ムービー新社 | モンキー・パンチ    | 山田康雄、小林清志、増山江威子、井上真樹夫、納谷悟朗   | 第99話より ステレオ放送                      |
| あしたのジョー2                                                         | 1980年10月13日 - 1981年8月31日 | 47   | 東京ムービー新社 | 高森朝雄 ちばてつや | あおい輝彦、藤岡重慶、田中エミ、森脇恵、だるま二郎     | 全話ステレオ放送                             |
| 新・ど根性ガエル                                                        | 1981年9月7日 - 1982年3月29日   | 30   | 東京ムービー新社 | 吉沢やすみ          | 野沢雅子、千々松幸子、堀絢子、青空球児・好児、原田一夫 | 第3話まで ステレオ放送                       |
| ゲームセンターあらし                                                    | 1982年4月5日 - 9月27日         | 26   | シンエイ動画     | すがやみつる        | 間嶋里美、山田栄子、緒方賢一、羽佐間道夫、峰あつ子     |                                              |
| 忍者マン一平                                                            | 1982年10月4日 - 12月27日       | 13   | 東京ムービー新社 | 河合一慶            | 井上瑶、三田ゆう子、小宮和枝、鶴ひろみ、吉田理保子     | [ 4 ]                                        |
| キャプテン                                                              | 1983年1月10日 - 7月4日         | 26   | エイケン         | ちばあきお          | 和栗正明、熊谷誠二、木村陽司、中尾隆聖、森山周一郎     |                                              |
| キャッツ・アイ                                                          | 1983年7月11日 - 1984年3月26日  | 36   | 東京ムービー新社 | 北条司              | 戸田恵子、藤田淑子、坂本千夏、安原義人、榊原良子       |                                              |
| ガラスの仮面                                                            | 1984年4月9日 - 9月24日         | 23   | エイケン         | 美内すずえ          | 勝生真沙子、松島みのり、野沢那智、三ツ矢雄二、中西妙子 |                                              |
| キャッツ・アイ（第2期）                                                 | 1984年10月8日 - 1985年7月8日   | 37   | 東京ムービー新社 | 北条司              | 戸田恵子、藤田淑子、坂本千夏、安原義人、榊原良子       |                                              |
| ダーティペア                                                            | 1985年7月15日 - 12月26日       | 24   | 日本サンライズ   | 高千穂遙            | 頓宮恭子、島津冴子、巻島直樹、沢木郁也                 |                                              |
| 1986年より、この時間帯はytv制作アニメ枠へ変更                           |                                |      |                  |                     |                                                        |                                              |

### 後半枠
| タイトル                                                                    | 放映期間                       | 話数 | 製作会社            | 原作              | 声の出演                                             | 備考                                    |
| --------------------------------------------------------------------------- | ------------------------------ | ---- | ------------------- | ----------------- | ---------------------------------------------------- | --------------------------------------- |
| きまぐれオレンジ☆ロード                                                     | 1987年4月6日 - 1988年3月7日    | 48   | 東宝 スタジオぴえろ | まつもと泉        | 古谷徹、鶴ひろみ、原えりこ、富沢美智恵、本多知恵子   |                                         |
| 燃える!お兄さん                                                             | 1988年3月14日 - 9月19日        | 24   | 東宝 スタジオぴえろ | 佐藤正            | 矢尾一樹、本多知恵子、池田秀一、緒方賢一、林原めぐみ |                                         |
| 美味しんぼ                                                                  | 1988年10月17日 - 1989年9月25日 | 136  | シンエイ動画        | 雁屋哲 花咲アキラ | 井上和彦、荘真由美、大塚周夫、嶋俊介、加藤治         | 1989年10月17日より 火曜19時30分枠へ移動 |
| 1989年より、本枠は火曜19時30分枠へ移動、この時間帯はytv制作アニメ枠へ変更。 |                                |      |                     |                   |                                                      |                                         |